# Џамија Осман-паше Ресулбеговића у Требињу
Џамија Осман-паше Ресулбеговића у Требињу Пашина или Нова џамија једна је од три из османског периода саграђене џамије у старој требињској чаршији (Кастелу) у Републици Српској у Босни и Херцеговини. Друге две су џамија у Полицима и џамија султана Ахмеда, (Царева, Хунгарија или Стара џамија).

## Заштита
Осман пашина џамија је унета на привремену листу националних споменика Босне и Херцеговине.
У овој џамији огледају се вишевековни историјски утицаји других култура на Требиње, јер она поред оријенталног стила има и елементе архитектуре карактеристичне за медитеранске културе и градитеље.

## Положај
Налази на највећем требињском тргу у Старом граду, једином старом граду грађеном у Отоманском периоду у ком се осећа архитектонски утицај медитерана дефинсан великим кућним отворима и широким улицама са две пјацете (трга поплочаним већ излизаним и испуцалим каменим плочама), око којих је и настајало насеље.
Џамија је недалеко од градске капије (Хаџихасановића куле) односно, у аустријском периоду, изграђене улазне грађевине изнад тунела и “на чекме” ћуприје.

## Историја
Џамију је 1726. године изградио Осман-паша Ресулбеговић у средишту Кастела у Старом граду.
Као пратеће објекте, Осман-паша Ресулбеговић је подигао у близини џамије мекдеб и медресу, који су били прве просветне установе у Требињу.
Након изградње џамије, Осман-паша је у Истанбулу оптужен да је у своје име у Требињу саградио лепшу џамију од Цареве и наредио да се његово име наведе у проповеди (худби). Да би сачувао углед Цареве џамије, султан Ахмед III  издао је ферман којим се Осман-паша Ресулбеговић и његових девет синова осуђују на смрт. Спасио је синове од погубљења, док је он убијен у Истанбулу 1729. године. Била је то лекција босанскохерцеговачкој раји да нико не сие имати ништа лепше и веће од султана.

## Изглед
Џамија је сазидана од притесаног камена. Кров џамије који је на четири воде препокривен је плочом. Уз десни зид подигнута је камена мунара октогоналног облика, висока око 16 м.
Била је то једна од најлепших џамија у Херцеговини, која је по својим габаритима позната и као најпространија џамија у Херцеговини.  .
Осликавање унутрашње декорације Осман-пашине џамије у Требињу након њене обнове обавио је Тимур Трако, дипломирани вајар који се већ доказао ртадећи осликавање неколико босанскохерцеговачких џамија. Иако  Трако није могао прецизно да дефинише њен украсни стил. Сматра се да је он засебан  са елементима из  народне уметности јер садржи облике волута са стећака.
Делове украса уметник је направио царским малтером, што је уобичајено за унутрашње украсе џамија, на основу скица и фотографијама једне од њених ранијих декорација. Најоригиналнији део унутрашњег осликавања према овим скицама је михраб.

У декорацији су наглашене боје Медитерана, а мали детаљи псеудо-маурског стила вешто су уклопљени са елементима османске декоративне уметности. Поред осликавања унутрашњости зидова џамије, осликан је и унутрашњост улазних купола. 

## Обнова
Џамија је у прошлости поправљана неколико пута. Последњи пут 1912. године, када је задржала свој облик све до оружаних сукоба у Босни и Херцеговини 1992. године, када је срушена.
Камен темељац за реконструкцију постављен је 5. маја 2001. године. Свечано је обновљена џамија отворена за вернике и верску службу 15. јула 2005. године. Реконструкција је изведена од истог материјала и на исти начин градње, према последњем познатом облику џамије из 1912. године, који је имала све до рушења.
- Екстеријер џамије Осман-паше Ресулбеговића